# Pedicia cockerelli
Pedicia (Pedicia) cockerelli là một loài ruồi trong họ Pediciidae. Chúng phân bố ở vùng sinh thái Palearctic.